# Nocé
Nocé är en kommun i departementet Orne i regionen Normandie i nordvästra Frankrike. Kommunen ligger i kantonen Nocé som tillhör arrondissementet Mortagne-au-Perche. År 2018 hade Nocé 731 invånare.

## Befolkningsutveckling
Antalet invånare i kommunen Nocé
| Referens: INSEE |